# Sulcus temporalis superior
De sulcus temporalis superior of bovenste slaapgroeve is een hersengroeve in de temporale kwab van de grote hersenen. De sulcus temporalis superior vormt de scheiding tussen de bovenliggende gyrus temporalis superior (bovenste slaapwinding) en de onderliggende gyrus temporalis medius (middelste slaapwinding).

## Verloop
Zoals vele andere hersengroeven is het verloop van de sulcus temporalis superior niet continu. Hij wordt onderbroken door een aantal gyri transitivi (overgangswindingen) en kent een ingewikkeld verlooppatroon met een aantal vertakkingen.

## Schorsvelden
Het schorsoppervlak van de rechter sulcus temporalis superior is gemiddeld groter dan het schorsoppervlak van de linker sulcus temporalis superior.